# Viktor Kimak
Viktor Kimak (rusínsky Виктор Кимак, Vyktor Kymak, rusky Виктор Кимак, 1840 Rakouské císařství – 1900 Oděsa, Ruské impérium) byl rusínský novinář, učitel, historik a buditel rusofilského směru. Viktor byl jeden z nejvýznamnějších novinářů během rusínského národního obrození a byl redaktorem novin Svět a Sova. Viktor byl rusofil a během maďarizace byl donucen vyučovat na gymnáziu v Pětikostelí. V roce 1874 se rozhodl emigrovat do Ruska, kde až do své smrti vyučoval na gymnáziu.

## Život
Viktor se narodil do rusínské rodiny v roce 1840. Studoval na gymnáziu v Užhorodě, kde také absolvoval místní teologický seminář, ale rozhodl se odmítnout pozici kněze. Rozhodl se vyučovat historii na užhorodském gymnáziu, zde učil rusínsky a ze svých přednášek později sestavil učebnici Světové dějiny. Učebnici sestavil ve spolupráci se spolkem sv. Vasilije Velikého, kterého se později stal i členem.
Viktor byl vybrán jako nový redaktor týdeníku Svět. Viktor pokračoval ve tradici protimaďarského postoje od bývalých redaktorů Jurije Ignatkova a Cyrila Sabova. Týdeník byl psán ve spisovné ruštině a publikoval v něm i texty ruských spisovatelů. Poté co Štefan Pankovič a celá eparchie bojkotovala týdeník, klesl počet odběratelů týdeníku z 500 na 160. Na interní schůzi spolku sv. Vasilije Velikého požadoval člen redakce Nikolaj Homičkov o odvolání Viktora z redakce. Hlasování rozhodlo o odvolání Viktora jako redaktora z týdeníku.
Reakcí na odvolání byl týdeník Sova, jednalo se ilustrovaný a satirický týdeník, který ostře kritizoval maďarizaci a maďarskou církev. Po prvním vydání byl Viktor pronásledován církví a vládou a dostal od biskupa zákaz tištění týdeníku v Užhorodě. Zbylá čtyři vydání Viktor vydal v Budapešti, poté byly noviny zakázany. Viktor byl donucen vyučovat na gymnáziu v Pětikostelí. V roce 1874 se rozhodl emigrovat do Ruska, zde našel místa na gymnáziích v Petrohradu a Moskvě. Poté se přestěhoval do Oděsy, kde až do své smrti vyučoval na místním gymnáziu.